# Gaijin Entertainment
Gaijin Entertainment — частная компания, разработчик и издатель компьютерных игр.

## История
Компания основана в России в 2002 году Антоном Юдинцевым (президент), Кириллом Юдинцевым (креативный директор), и Алексеем Волынсковым (технический директор). До основания компании Алексей Волынсков занимался программированием непрофессионально. Одним из наиболее известных проектов, в разработке которого он принимал участие вместе с двумя друзьями — Владимиром Калининым и Евгением Ковтуновым, является игра Doom 2D (1996—1997).
Название Gaijin Entertainment происходит от сокращения японского слова гайкокудзин (яп. 外国人), переводящееся как «иностранец», либо как «человек извне». По словам Антона Юдинцева, он мечтал когда-нибудь выйти на японский рынок.
В 2002 году компания начала активное сотрудничество с американской компанией Zodiac Gaming, разрабатывая игры для приставок кабельного цифрового телевидения.
В 2003 году компания тесно сотрудничала с крупным российским издателем компьютерных игр — фирмой 1C. Одним из результатов сотрудничества стало создание игры по мотивам известного кинофильма «Бумер».
В 2004 году был открыт московский офис компании. На КРИ 2004 представлен проект Flight of Fancy («Полёт Фантазии»), использующий для управления игровым процессом технологию motion detection (захват движения с помощью обычной веб-камеры). Этот проект получил две награды КРИ — «самый нестандартный проект» и «лучшая игра без издателя».
В 2005 году выпущены два проекта для PC — аркадные гонки «Адреналин-шоу» и боевик «Жмурки». Первый из них получил «выбор редакции» некоторых тематических журналов и попал на обложку трёх из них.
В 2006 году новая технология компании Dagor Engine была применена в гоночной игре Lada Racing Club стороннего разработчика, компании Geleos Media. Также в 2006 году основана дочерняя студия Gaijin Sound, специализирующаяся на производстве звукового оформления компьютерных игр — как собственных игр компании, так и игр от других разработчиков.
В 2007 году выпущена гоночная игра «Адреналин 2: Час пик». Яркой особенностью проекта является музыкальное оформление, состоящее из лицензированных композиций различных исполнителей и оформленное в виде радиостанций. Среди прочих, в игре использована музыка таких групп, как «Би-2» и «Наив». Последней также была записана эксклюзивная композиция для игры и специальное интервью с лидером группы, звучащее на одной из игровых радиостанций. В этом же году «Адреналин 2: Час Пик» получила награду на КРИ 2007 (Конференция Разработчиков Компьютерных Игр) за «Лучшее звуковое оформление».
24 октября 2007 было официально объявлено о создании специального отдела компании, занимающегося разработкой игр для игровых консолей текущего поколения. Первые анонсированные консольные проекты компании — «Ил-2 Штурмовик: Крылатые хищники» (Xbox 360, PS3) и X-blades (Xbox 360, PS3). Последняя является переизданием PC-игры «Ониблэйд».
В 2009 году вышел первый из анонсированных консольных проектов, «Ил-2 Штурмовик: Крылатые хищники», для PlayStation 3, Xbox 360 и PC. Согласно Metacritic, средний балл Xbox 360-версии игры составляет 80 % и PlayStation 3-версии — 81 %.
В 2010 году был выпущен второй по счёту авиасимулятор Apache: Air Assault, посвящённый боевым вертолётам. Также в этом году увидела свет первая мобильная игра от Gaijin Entertainment — Braveheart, ролевая игра для платформы iOS.
В 2011 году компания выпустила ещё одну мобильную игру — Modern Conflict 2, тактическую стратегию, доступную на iOS и Android, а также анонсировала новый авиасимулятор World of Planes, в дальнейшем ставший полномасштабным симулятором военных действий War Thunder.
2012 год стал знаковым для Gaijin Entertainment: вышли три большие игры, Birds of Steel, Blades of Time и военно-историческая онлайн-игра War Thunder. Именно на последней компания сконцентрировала своё внимание.
Одновременно с выходом War Thunder был открыт офис в Европе для оперирования игрой. Позже все офисы Gaijin Entertainment расположились в Венгрии (штаб-квартира), на Кипре, в Германии, Латвии и других странах Европы.
В 2013 году журнал «Игромания» назвал War Thunder «прорывом года» (2013). Игра заработала множество премий, в числе которых престижная награда «Лучший симулятор» на выставке Gamescom 2013. Также в этот момент Gaijin Entertainment начинает активно работать со шлемами виртуальной реальности. Уже в 2013 году в игре War Thunder появилась поддержка Oculus Rift, а спустя год была анонсирована поддержка PlayStation VR для PlayStation 4. В течение двух лет после запуска War Thunder вышли две мобильные игры: Run’n’Gun (iOS) и Fantasy Conflict (iOS и Android), а также консольная игра Skydive: Proximity Flight для PlayStation 3 и Xbox 360.
В 2014 году War Thunder вышла на PlayStation 4, став первой российской игрой в стартовой линейке консоли нового поколения.
Летом 2014 года компания запустила программу поддержки кинофильма «28 панфиловцев». В War Thunder появился специальный набор техники для покупки, половина стоимости которого перечислялась в фонд фильма. Таким образом бюджет киноленты пополнился на 5 миллионов рублей. Компания продолжила финансирование картины и после завершения акции в игре. С 29 апреля 2015 года Gaijin Entertainment также принимала участие в технических и организационных вопросах съёмок. При их поддержке был подготовлен и опубликован официальный тизер фильма.
Участие в создании фильма «28 панфиловцев» не первый опыт компании в кинопроизводстве. До этого Gaijin несколько раз выпускали короткие CG-фильмы на военную тематику. В 2014 году вышел мини-фильм «Победа за нами», собравший более 11 миллионов просмотров только на YouTube, а также получивший ряд премий на фестивалях анимации и короткометражного кино.
В 2015 году компания Gaijin Entertainment совместно со студией Targem Games анонсировала игру Crossout.
В 2015 году Gaijin Entertainment открыла офис по дистрибуции игр в Венгрии, а вскоре после этого перенесла из России в Венгрию и разработку игр.
В 2016 году была издана первая игра программы поддержки независимых разработчиков Gaijin inCubator — мобильную игру на выживание The Abandoned. 12 декабря 2016 года была анонсирована игра Enlisted, разрабатываемая студией Darkflow software, использующая собственную площадку Gaijin — InCubator.
В 2017 году игра Crossout вышла на стадию ОБТ.
1 апреля 2018 в Enlisted был запущен первоапрельский ивент Cuisine Royale.
18 июня 2018 Gaijin Entertainment начала тестирование Сuisine Royale как самостоятельного проекта.
14 мая 2019 года вышла первая игра компании для Nintendo Switch — Blades of Time.
4 декабря 2020 года Cuisine Royale была перезапущена под новым названием — CRSED: F.O.A.D..
По итогам 2020 года Gaijin Entertainment стала крупнейшей IT-компанией Венгрии и сгенерировала более 10 % всей прибыли IT-индустрии в стране.
8 апреля 2021 года шутер Enlisted вышел на стадию открытого бета-тестирования на PC, PlayStation 5 и Xbox Series X|S.
В марте 2024 года компания Pixel Storm получила лицензию на управление War Thunder в странах СНГ и Грузии. Благодаря этому игроки из СНГ получили возможность совершать покупки с помощью местных платёжных систем и по региональным ценам.
В феврале 2025 года выпустили из раннего доступа (как издатель) игру Age of Water с разработкой Three Whales Studio.
По данным на сентябрь 2022 года, в Gaijin Entertainment работает 200 человек, из них 60 — в штаб-квартире Венгрии, а остальные — в других странах Европы, а также армянском и дубайском офисах.

## Игры
Компания разрабатывала как игры по лицензиям известных фильмов, так и авторские проекты.
| Год  | Игра                                    | Платформы                                                                         |
| ---- | --------------------------------------- | --------------------------------------------------------------------------------- |
| 2003 | Бумер: Сорванные башни                  | Windows                                                                           |
| 2005 | Адреналин-шоу                           | Windows                                                                           |
| 2005 | Жмурки                                  | Windows                                                                           |
| 2006 | Братва и кольцо                         | Windows                                                                           |
| 2007 | Волкодав: Путь воина                    | Windows                                                                           |
| 2007 | Параграф 78                             | Windows                                                                           |
| 2007 | Адреналин 2: Час Пик                    | Windows                                                                           |
| 2007 | Ониблэйд                                | Windows, PlayStation 3, Xbox 360                                                  |
| 2008 | Адреналин 2: Анархия                    | Windows                                                                           |
| 2009 | Две сорванные башни                     | Windows                                                                           |
| 2009 | Ил-2 Штурмовик: Крылатые хищники        | Windows, PlayStation 3, Xbox 360                                                  |
| 2010 | Apache: Air Assault                     | Windows, PlayStation 3, Xbox 360                                                  |
| 2010 | Braveheart                              | iOS                                                                               |
| 2011 | Modern Conflict 2                       | iOS, Android                                                                      |
| 2012 | Birds of Steel                          | PlayStation 3, Xbox 360                                                           |
| 2012 | Blades of Time                          | Windows, PlayStation 3, Xbox 360, Nintendo Switch                                 |
| 2012 | War Thunder                             | Windows, PlayStation 4, Mac OS X, Linux, Xbox One, PlayStation 5, Xbox Series X/S |
| 2012 | Star Conflict                           | Windows, Mac OS X, Linux                                                          |
| 2013 | Run'n'Gun                               | Windows                                                                           |
| 2017 | Crossout                                | Windows, PlayStation 4, PlayStation 5, Xbox One, Xbox Series X/S                  |
| 2018 | CRSED: F.O.A.D. (бывший Cuisine Royale) | Windows, PlayStation 4, PlayStation 5, Xbox One, Xbox Series X/S                  |
| 2020 | Enlisted                                | Windows, PlayStation 4, PlayStation 5, Xbox One, Xbox Series X/S                  |
| 2022 | Crossout Mobile                         | iOS, Android                                                                      |
| 2023 | War Thunder Mobile                      | iOS, Android                                                                      |
| 2025 | Age of Water                            | Windows                                                                           |

С выходом игры War Thunder компания Gaijin Entertainment начала работать в направлении кроссплатформенности. В случае с играми это означает, что все пользователи, вне зависимости от того, играют они на PC, консоли или мобильном устройстве, находятся одновременно на одном игровом сервере и взаимодействуют друг с другом напрямую.
Также компания является разработчиком технологий:
- Dagor Engine
- Технология Motion Detection для управления играми с помощью веб-камеры.

## Gaijin inCubator
Весной 2015 года Gaijin Entertainment запустила программу поддержки инди-разработчиков inCubator — indie fund. Представляет собой платформу с инструментами (авторизация пользователей, покупка, распространения версий и др.) для разработчиков и инвестиционный фонд. Участники могут стать частью команды, которая разрабатывает собственные игры и заинтересована в их продюсировании и поддержке опытного издателя.
Первый проект «Инкубатора» — мобильная игра в жанре survival The Abandoned, созданная независимой командой Yadon Studio и изданная в 2016 году. Вслед за ней вышла PC-версия, получившая название Shadows of Kurgansk.

## Критика
В январе 2021 года логотипы игр Crossout и War Thunder были замечены в видео YouTube-канале «Крупнокалиберный Переполох» российского блогера Алексея Смирнова, который с 2014 года занимается добровольческой деятельностью на востоке Украины, после чего компания Gaijin Entertainment была обвинена в косвенном финансировании пророссийских сепаратистов Донбасса. Блогер отверг какие-либо связи с вооружёнными силами сепаратистов и выпустил видео о том, что все доходы от рекламы (в первую очередь от Google) идут на гуманитарную помощь беженцам. Видео с логотипами игр Gaijin были удалены с канала.
Компания Gaijin Entertainment прокомментировала ситуацию так: «Мы не оказываем политическую поддержку кому-либо где-либо. Мы ничего не знаем о политике и стараемся держаться от неё подальше. Агентство, которое заказало ту рекламу, удалило её, как только осознало, что втягивает нас в политическую дискуссию».

## Награды
- War Thunder — лучшая игра-симулятор Gamescom 2013.
- Лучшее звуковое оформление КРИ 2013 за игру War Thunder.
- Лучшая технология КРИ 2013 за игру War Thunder
- Лучшая компания-разработчик КРИ 2013 — Gaijin Entertainment.
- Лучшая игра КРИ 2013 за игру War Thunder.
- Лучшая игровая графика КРИ 2011 за игру Blades of Time.
- Самый нестандартный проект КРИ 2011 за игру Skydive: Proximity Flight.
- Лучшая игра для портативных платформ КРИ 2011 игру за Braveheart.
- Лучшая игра для игровых консолей КРИ 2011 игру за Birds of Steel.
- Лучшая игра для консолей КРИ 2009 за игру «Ил-2 Штурмовик: Крылатые хищники».
- Лучшая экшен-игра КРИ 2009 за игру «Две Сорванные Башни».
- Лучшее звуковое оформление КРИ 2007 за игру «Адреналин 2: Час пик».
- Самый нестандартный проект КРИ 2004 за игру Flight of Fancy.
- Лучшая игра без издателя КРИ 2004 за игру Flight of Fancy.